# Friedrich von Kaunitz
Freiherr Friedrich von Kaunitz (tschechisch Bedřich z Kounic, * 26. Juli 1597 in Vyškov (Wischau), Mähren; † 1627) war Begründer der böhmischen Linie der Herren von Kaunitz.

## Leben
Seine Eltern waren Ulrich von Kaunitz (1569–1617) und dessen erste Frau Apollonia von Waldstein (1565–1597).
Er und sein Vater beteiligten sich am Böhmischen Ständeaufstand von 1618, der nach dem Tod des Kaisers Matthias ausbrach. Wie ganz Böhmen verweigerten sie dessen Nachfolger Ferdinand II. die Gefolgschaft. Ulrich, Friedrich und dessen Bruder Karl wurden gefangen genommen. Ulrich starb in der Haft, Friedrich und Karl wurden zum Tod durch das Schwert verurteilt, aber dann zum Verlust des Vermögens und lebenslanger Kerkerhaft begnadigt. Nach einigen Jahren wurden beide aus der Haft entlassen.
Friedrich von Kaunitz heiratete Maria Eusebia von Sezima/Alttabor (Marie Eusebie z Sezimova Ústí) (* 1604). Das Paar hatte mehrere Kinder:
- Rudolph (1628–1664) ⚭ 1645 Maria Elisabeth von Waldstein (* 1625; † 29. September 1662), Tochter von Albrecht Wenzel Eusebius von Waldstein
- Maria († 13. Februar 1674)

Graf Karl Wenzel von Hoditz
Graf Siegfried von Hohenlohe-Weikersheim (* 28. August 1619; 26. April 1684)